# Joji Hirota
Joji Hirota (廣田丈自), parfois George Hirota, est un compositeur, percussionniste, flûtiste (shakuhachi), chanteur et directeur musical japonais originaire de Hokkaidō.